# IC 4958
IC 4958 ist eine spiralförmige Zwerggalaxie vom Hubble-Typ Sc im Sternbild Pfau am Südsternhimmel. Sie ist schätzungsweise 173 Millionen Lichtjahre von der Milchstraße entfernt und hat einen Durchmesser von etwa 20.000 Lj.
Das Objekt wurde am 21. September 1900 von DeLisle Stewart entdeckt.